# SoFi Стейдиъм
„SoFi Стейдиъм“ (на английски: SoFi Stadium) e мултифункционален стадион в Ингълуд, окръг Лос Анджелис, Калифорния, САЩ. На него домакинските си мачове игреят отборите по американски футбол „Лос Анджелис Рамс“ и „Лос Анджелис Чарджърс“. Първата копка е направена през 2016 година и е официално открит през 2020, като цената му е между 5 и 6 милиарда щ.д. Капацитетът му е 70 240 души, но може да бъде увеличен до 100 000 души за специални събития.
Това е един от двата стадиона, споделяни към 2025 година от два отбора от НФЛ, като другият е „МетЛайф Стейдиъм“, споделян от „Ню Йорк Джайънтс“ и „Ню Йорк Джетс“. Това е първият стадионен комплекс извън метрополния район на Ню Йорк, който едновременно приема два отбора от НФЛ. Стадионът е част от „Холивуд Парк“ – квартал с генерален план, който се развива на мястото на бивша състезателна писта. Казино „Холивуд Парк“ отворя отново врати в нова сграда на имота през октомври 2016 година, превръщайки се в първото заведение в комплекса, което отваря врати.
Това е един от стадионите, на който ще се играят мачове от Световното първенство по футбол през 2026 – общо осем. Освен това на него ще се проведе откриващата церемония, както и състезанията по плуване на Летните олимпийски игри 2028.
Освен мачове по американски футбол стадионът приема и футболни мачове, кеч събития, колежански спорт както и множество концерти.